# Алиса Лидделл (фотография)
«Али́са Ли́дделл» (англ. «Alice Liddell», под таким названием фотография значится в каталоге Библиотеки Принстонского университета, где она хранится; иногда, чтобы подчеркнуть особенность изображения на фотографии, она проходит как «Алиса Лидделл и папоротник», англ. «Alice Liddell and fern», в некоторых изданиях разные версии этой фотографии публикуются под названиями: англ. «Alice P. Liddell (fern)», англ. «Alice Liddell», англ. «Alice P. Liddell with Fern», англ. «Alice Liddell Seated Beside a Potted Fern») — постановочная фотография 1860 года английского писателя и фотографа Льюиса Кэрролла (Чарльза Лютвиджа Доджсона), на которой изображена Алиса Плезенс Лидделл (1852—1934). Фрагмент этой фотографии писатель вклеил на последнюю страницу рукописи своей книги «Приключения Алисы под землёй» (первоначальная версия «Алисы в Стране чудес», подаренная Алисе Лидделл в 1864 году).

## Происхождение и судьба фотографии
Между 1856 и 1880 годами Льюис Кэрролл создал около 3000 фотографий, почти половина из которых запечатлела детей, в основном — девочек, 20 из них — фотографии Алисы Лидделл. Алиса Лидделл была дочкой Генри Лидделла — филолога-классика, декана одного из колледжей в Оксфорде, соавтора греческого словаря «Лидделл-Скотт», и его жены — Лорины Ханны Лидделл (урождённой Рив). Кэрролл неловко чувствовал себя среди взрослых людей. Он, однако, умел вступать в доверительные отношения с детьми. Фотографии Кэрролла показывают внутреннюю жизнь детей и серьёзность, с которой они смотрели на мир. Для Кэрролла Алиса Лидделл была, как он сам говорил, «идеальным ребёнком и другом». Кэрролл сделал эту фотографию через четыре года после их первой встречи в саду Собора Христа, Оксфорд, когда Алисе было только четыре года.
Время создания фотографии — июль 1860 года. Тонированная фотография входила в Личный альбом № 2 Кэрролла, находилась там на 53 странице. Её идентификационный номер — Z-PH-LCA-II.53. Другой позитив фотографии, чёрно-белый, входил в состав Личного альбома Кэррола № 3. Находился там на странице 70. Его официальный идентификатор — Z-PH-LCA-III.70. В настоящее время оба эти позитива хранятся в Библиотеке Принстонского университета. Инвентарный номер в каталоге фотографий Кэрролла Carroll Image — 613. Позже, вероятно в 1870 году, Кэрролл сделал коллаж из трёх, снятых в разное время фотографий сестёр Лидделл — Лорины (Ины), Алисы и Эдит (фотография Лорины в 1858 году, а две другие, запечатлевших младших сестёр, — в 1860 году) . Этот коллаж в настоящее время хранится в коллекции Национальной портретной галереи в Лондоне. Размер коллажа — 100 на 76 миллиметров. Инвентарный номер — NPG P991(10). В своё время коллаж был продан на аукционе Сотбис за 21 200 фунтов стерлингов.

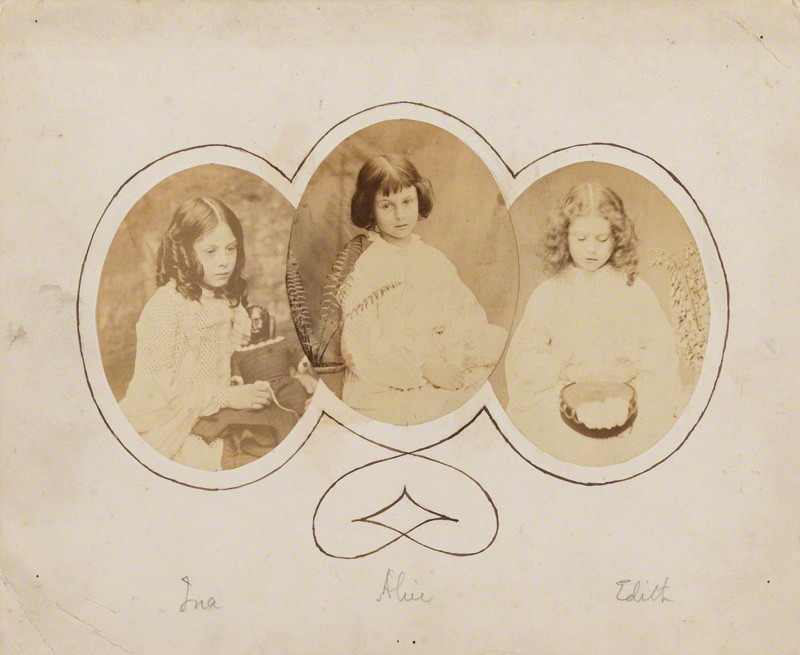
Льюис Кэрролл. Триптих, 1858—1860, 1870 (?)

Размеры позитивов фотографии Алисы Лидделл различны: от 95 на 54 (размер фотографии в Национальной портретной галерее, где представлено только погрудное изображение) до формата carte-de-visite 102 на 63 миллиметров. На настоящее время известны восемь позитивов этой фотографии, два из которых являются раскрашенными от руки.
Эта фотография, как представляется искусствоведам, была одной из любимых у Доджсона, а её чёрно-белая версия была включена и в фотографический альбом Алисы Лидделл. В конце рукописи «Приключений Алисы под землёй» Доджсон сделал чернильный рисунок Алисы в качестве заключения к тексту книги. Однако писатель был, как считают историки литературы, недоволен этим рисунком, поэтому взял один из позитивов фотографии, обрезал его, превратив в овал, чтобы показать только голову и плечи девочки, и наклеил фотографию на свой рисунок. Когда рукопись была опубликована в факсимильном издании издательством Macmillan Publishers в 1886 году, то фотография была опущена, что потребовало от писателя переписать последнюю строку в книге — Доджсон добавил «The End» на листке бумаги, который крепился над рукописным портретом, в месте, которое прежде скрывала фотография. Относительно причин отказа писателя от публикации фотографии были разные мнения. По одной из версий, читающая публика была к 1886 году хорошо знакома с Алисой по иллюстрациям британского художника Джона Тенниела, прототипом которой могла стать Мэри Хилтон Бэдкок (англ. Mary Hilton Badcock). Кэрролл прислал её фотографию, сделанную им самим, художнику, однако воспользовался ли фотографией при создании образа Алисы Тенниел, считается вопросом спорным. Все искусствоведы согласны в том, что Мэри Хилтон Бэдкок и персонаж Тенниела не имеет внешнего сходства с Алисой Лидделл. Предполагают, что Доджсон мог почувствовать, что рукопись «Приключений Алисы под землёй» была по сути глубоко личной, вдохновлённой его «идеальным другом-ребёнком», поэтому он, возможно, решил, что фотографии нет места в опубликованном для широкой аудитории издании. С другой стороны, известно письмо Кэрролла к Алисе, в котором он спрашивает разрешение на факсимильное издание экземпляра рукописи, подаренного им Алисе, и просит переслать рукопись ему. Судя по тексту письма отца Алисы, она согласилась при жёстких условиях. Самым важным из них было убрать её фотографию с последней страницы. В ответ Кэрролл написал, что он тоже против воспроизведения в публикации фотографии.
Позитив раскрашенной версии фотографии на аукционе Сотбис 14 декабря 2016 года был оценён в 120 000—180 000 долларов, происхождение фотографии указано как Sotheby’s LDN, 2001 «Alice» sale, lot 6.

## Сюжет фотографии и его интерпретации
На фотографии Алиса Лидделл сидит прямо на столе рядом с папоротником, растущим в цветочном горшке. На языке цветов, очень распространённом в Викторианскую эпоху, папоротник означал искренность, очарование и обаяние. Искусствовед Роберт Дуглас-Фэрхерст отмечает, что, возможно, Кэрролл ставил перед собой конкретные технические задачи:
- камнем преткновения тогда считалось фотографирование зелёного цвета (папоротник);
- в условиях длительной выдержки крайне сложно было запечатлеть полуулыбку на губах девочки, что и попытался осуществить Кэрролл.

По мнению специалиста по творчеству Кэрролла, возможно, в соседстве девочки с папоротником скрывается шуточный намёк на распространённую среди педагогов викторианской эпохи мысль, что дети имеют много общих черт с растениями — естественными, красивыми и дикими, с их точки зрения потребуются немалые время и усилия, чтобы «одомашнить» и «цивилизовать» (воспитать и обучить их в правильном направлении) эти растения.
Роберт Дуглас-Фэрхерст отмечает, что на заключительном рисунке Кэрролла к книге, который позже заместила эта фотография, Алиса Лидделл имеет более густые волосы и страдает некоторым косоглазием. Вокруг обрезанного варианта портрета в рукописном варианте книги находятся два декоративных завитка, напоминающих восьмёрку. Именно в этом возрасте была Алиса, когда Кэрролл сделал фотографию, но это также и математический знак бесконечности. По мнению искусствоведа, это был тонкий способ предположить, что возраст литературного персонажа не был связан с возрастом; не важно, сколько лет Алисе Лидделл сейчас, вымышленная Алиса могла остаться в этом возрасте навсегда.
Название фотографии является предметом споров искусствоведов. Существует большая статья Синди Беккер, посвящённая только названию данной фотографии.

## Галерея

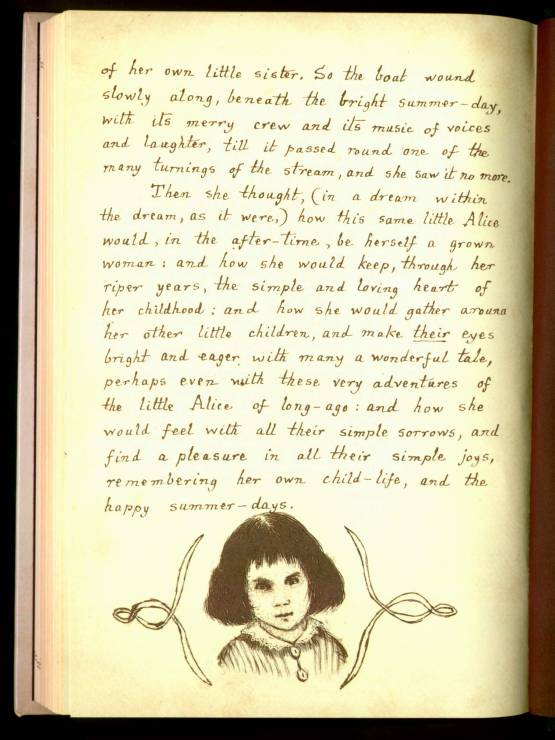
Льюис Кэрролл. Заключительная страница рукописи «Приключений Алисы под землёй» (первоначальная версия)
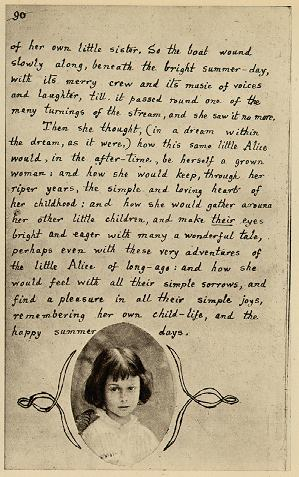
Льюис Кэрролл. Заключительная страница рукописи «Приключений Алисы под землёй»
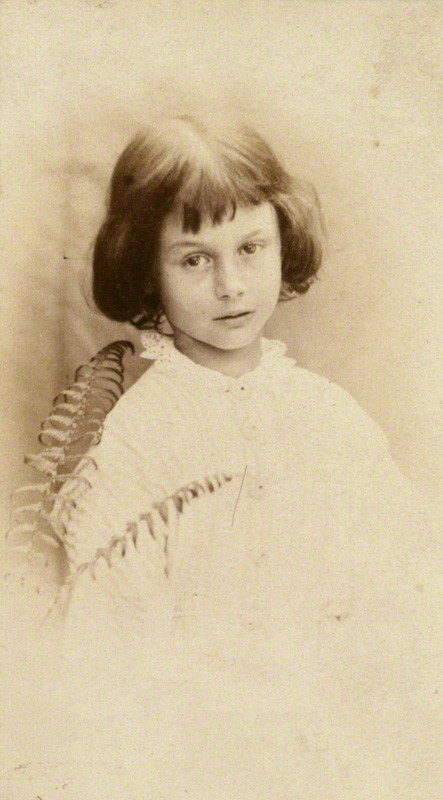
Льюис Кэрролл. Алиса Лидделл, 1860, версия фотографии из Национальной портретной галереи, 2002NPG P991(8)
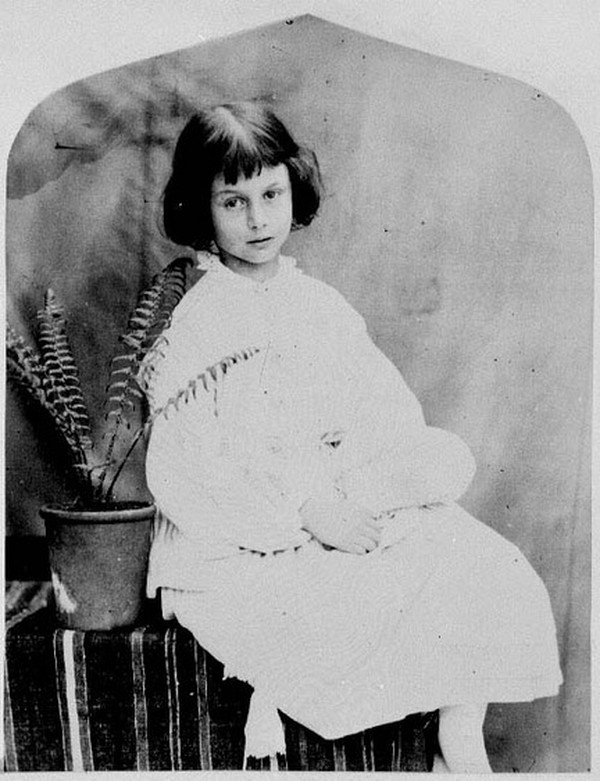
Льюис Кэрролл. Алиса Лидделл, 1860 (Z-PH-LCA-III.70)
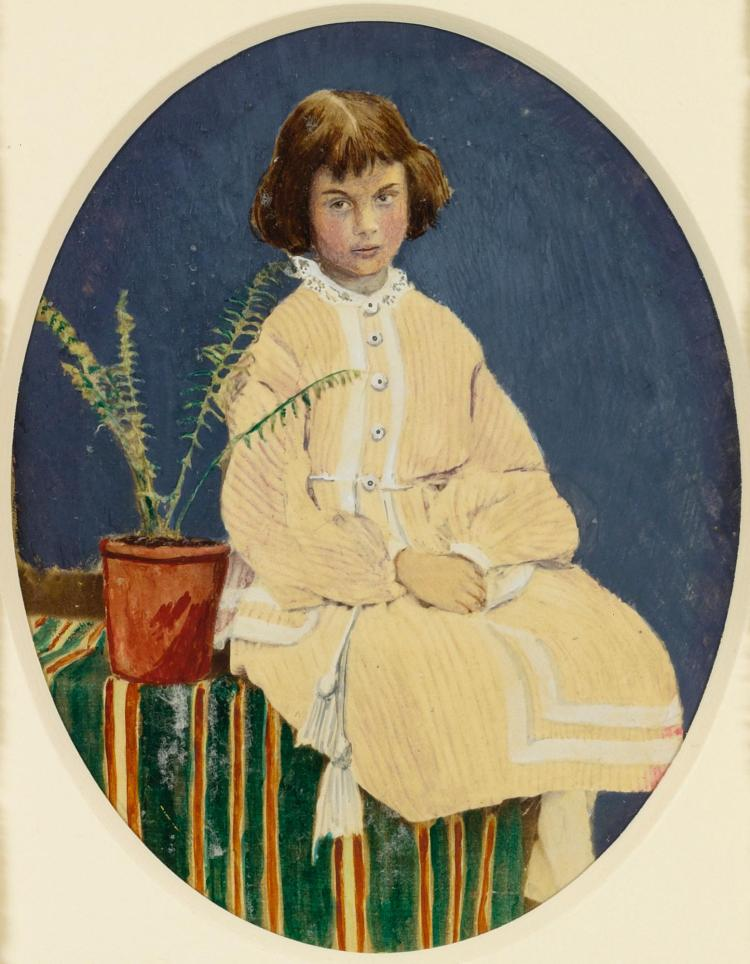
Льюис Кэрролл. Алиса Лидделл, 1860 (раскрашенная версия, Sothebys LDN, 2001, lot 6)